# Papa San

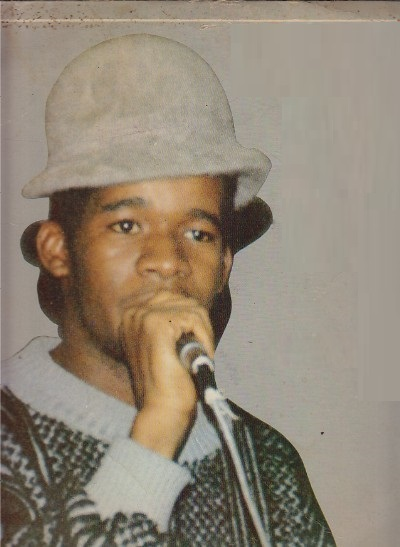
Papa San

Papa San (geb. als Tyrone Thompson; * 1966 in Spanish Town, Jamaika) ist ein jamaikanischer Reggae-, Dancehall- und Gospelsänger.

## Leben und Musik
Tyrone Thompson wurde von seiner frühen Kindheit an von seiner Großmutter mit dem Rastafari-Glauben aufgezogen. Sein Vater war Deejay des Black Universe Sound System aus Spanish Town und nahm ihn und seine zwei Brüder schon früh mit auf Veranstaltungen. Im Alter von zwölf Jahren fing er als Deejay beim selbigen Soundsystem an. Er ist der Bruder des 1993 ermordeten Dancehallsängers Dirtsman. Auch sein zweiter Bruder wurde im jungen Alter ermordet. Schon früh stand er neben bedeutungsvollen Künstlern wie z. B. Lieutenant Stitchie, Josey Wales oder Tenor Saw. Seinen ersten Hit hatte er zusammen mit seinem damaligen Schützling Lady G. mit dem Lied Legal Rights von 1989. Danach hatte er des Öfteren Lieder, die in den jamaikanischen Charts unter den ersten zehn Plätzen platziert war, z. B. I Will Survive, Strange und Maddy Maddy Cry. 1988 produzierte er ein Album mit dem britischen Reggaesänger Tippa Irie, das in den Top Ten der englischen Charts landete. Papa San arbeitete mit weiteren Künstlern wie Black Scorpio, King Jammy und Fatis Burrell zusammen. Das zusammen mit David Morales produzierte Lied The Program konnte 1994 Platz 1 der Billboard Dance Charts erreichen. 1997 konvertierte Thompson zum Christentum, was sich auch in seinem musikalischen Stiel auswirkt. Seine Texte haben seitdem mehr spirituelle Inhalte. Viele Hip-Hop- und Reggae-Künstler (vor allem Capleton) zitieren ihn als wichtigsten Einfluss. In Soundclashs ist er bekannt für seinen äußerst harten und schnellen (oft improvisierten) Texte, die andere Deejays dissen ohne sie zu verletzen. Papa San ist der einzige Künstler, der beim Sting Festival auf Jamaika, dem größten Reggae- und Dancehall-Festival der Welt, seit seiner Gründung auftritt. Tyrone Thompson lebt mit seiner Frau in Weston, Florida. Er hat fünf Kinder.

## Diskographie

### Alben
- 1986: Animal Party – (Scar Face Music)
- 1986: Papa San Meets Anthony Red Rose (feat. Anthony Red Rose) – (Weed Beat)
- 1986: D.J. Rule (3 The Hard Way) (feat. Tulluch T. & Double Ugly) – (World Enterprise Records)
- 1989: Style & Fashion – (Pow Wow Records)
- 1990: The Sistem – (Pow Wow Records)
- 1992: Fire Inna Dance Hall – (King Dragon)
- 1993: Pray Fi Dem – (RAS Records Inc.)
- 2003: God & I – (Gospo Centric Records)
- 2010: Real & Personal – (Gospo Centric Records)

### Singles, Dubplates (Auswahl)
| - 1983: Touch Me Shot – (All Sport) - 1984: Barry Gee – (Gorgon Records) - 1985: Style & Fashion – (Black Scorpio) - 1986: Jah Jah Me Guiding Star – (Jammy's) - 1986: The Month Of The Year – (White Label) - 1986: Dance Inna Mount Zion – (Skengdon) - 1987: Hungry – (Black Solidarity) - 1987: Lovin Lovin – (Harmodio) - 1988: DJ Business – (Fashion Records) - 1988: Bits Of Paper – (Dallas Texas) - 1988: Wha Kind A Fart (Black Solidarity) - 1989: Show Sympathy – (Pickout) - 1989: Bun – (Dallas Texas) - 1989: Watch A Dem – (Jammy’s) - 1989: Watch Them A Watch – (Live And Love) - 1989: Thief – (Pipper Records) - 1989: Girl You Love Me – (Greensleeves Records) - 1990: Dance Hall Good To We – (Anchor Records) - 1990: Dem Ah Mi Friend – (Black Scorpio) - 1990: Laugh After Them – (Black Scorpio) - 1990: Good Loving – (Gussie P Records) - 1990: New Dance – (Pow Wow Records) - 1990: Good Love – (Foreigner Records) - 1991: A Wha – (Shocking Vibes) - 1991: Original Gunman – (Steely & Clevie Records) - 1991: She A Chuck It – (Black Scorpio) - 1991: Strange / Do Re Mi – (Pow Wow Records) - 1991: Turn Me On – (Survival) - 1991: Do Re Mi – (Pow Wow Records) | - 1991: How Fi Run Mi Life – (Black Scorpio) - 1991: Jump Up Posse – (Black Scorpio) - 1991: Nuclear Slaughter – (Greensleeves Records) - 1991: Hippitti Hippitti Hop – (Powermatic) - 1991: Mandella Come – (Penthouse) - 1991: Me A Beg Unu Move – (Gussie P Records) - 1991: Pretend Ting – (Two Friends) - 1991: Run The Route – (Tan-Yah) - 1991: Sanny (Mr. Lover) – (Gussie P Records) - 1991: Gonna Get Along Without You Now – (Gussie P Records) - 1991: Strange – (Pow Wow Records) - 1991: The System – (Gussie P Records) - 1992: Crutch – (Jammy’s) - 1992: Dem Say Mi Wicked – (Pow Wow Records) - 1992: Koko Kola Crate – (Gold Disc) - 1992: Dem A Tan / Bammy – (Powermatic) - 1992: Money Money – (Pickout) - 1992: Price Increase – (XTerminator) - 1992: Mi A Go Talk / Dem A Tan – (Powermatic) - 1992: Go Daddy Sanny – (White Label) - 1992: Hi – (White Label) - 1992: Hunuh Fe Cool – (Time 1) - 1992: Maddy Maddy Cry – (White Label) - 1992: Mission Impossible – (Penthouse) - 1992: Murder – (Bee Cat) - 1992: Oh My Darling – (Shang) - 1992: Oh What A Night – (Shang) - 1992: Ram Dance Man – (White Label) |